# Веселовский, Константин Степанович
Константин Степанович Веселовский (20 мая [1 июня] 1819, Новомосковск, Екатеринославская губерния — 16 [29] ноября 1901, Санкт-Петербург) — русский экономист, географ и климатолог, действительный член Петербургской академии наук. Действительный тайный советник (1888).

## Биография
Константин Веселовский родился 20 мая (1 июня) 1819 года в Новомосковске Екатеринославской губернии, где в то время находился Александрийский гусарский полк, в котором служил его отец, Степан Семёнович Веселовский (ок. 1771—1852) — после рождения сына вышедший полковником в отставку и поселившийся в родовом имении, селе Церковье Могилёвской губернии.
Учился сначала в частном пансионе Журдана (с июня 1830), затем в Благородном пансионе при Императорском Санкт-Петербургском университете (с 1831), а 6 октября 1832 года поступил в Императорский Царскосельский лицей, где среди его учителей был, в частности, А. Ф. Оболенский лекциям которого Веселовский впоследствии даст весьма лестную оценку. По окончании курса лицея с золотой медалью в 1838 году он поступил на службу в Министерство государственных имуществ (в 3-й департамент, переименованный впоследствии в департамент сельского хозяйства), где достиг должности начальника статистического отделения (1846) и члена Учёного комитета. В то же время нёс на себе труды по изданию «Журнал Министерства государственных имуществ» — сначала в звании помощника редактора, а в 1857 года в качестве редактора.
В 1852 году Константин Степанович Веселовский был избран Академией наук в адъюнкты по статистике и политической экономии, в 1855 году — в экстраординарные академики в 1859 — в ординарные. Избранный в 1857 году в «непременные секретари» академии, он нёс эту обязанность в течение более 32 лет (по 13 марта 1890).
В 1858 году за работу «О климате России» Русское географическое общество присудило ему свою высшую награду — Константиновскую медаль.
В 1862 году он участвовал в трудах бывшей в Министерстве народного просвещения Российской империи комиссии по составлению нового законоположения о печати и выработал для неё всю главу о периодических изданиях на основании изучения иностранных законодательств об этом предмете. В 1884 году под его председательством работала образованная при академии наук комиссия, положившая начало объединению всех метеорологических наблюдений, производимых в России.
Умер 16 (29) ноября 1901 года в Санкт-Петербурге; был похоронен на кладбище Воскресенского Новодевичьего монастыря.

## Память
В честь К. С. Веселовского названа бухта Веселовского (Карское море, Берег Харитона Лаптева, бухта нанесена на карту в 1900 г. участниками Русской полярной экспедиции, тогда же присвоено название).

## Избранная библиография
Учёные труды К. С. Веселовского относятся главным образом к статистике России, в особенности хозяйственной. Он составил первую по времени почвенную карту Европейской России и представил первый опыт хозяйственной статистики этой части России — в форме «Хозяйственно-статистического атласа», изданного на русском и французском языках; был организатором и руководителем правильных метеорологических наблюдений в подведомственных департаменту сельскохозяйственных заведениях, и результаты этих наблюдений напечатал в разных изданиях, как ряд монографий о климате разных местностей России.
В библиографическом списке сочинений К. С. Веселовского, напечатанном Академией наук в 1895 году, значится 120 трудов, не считая мелких статей и заметок. Наиболее значительное из него:
- Обозрение успехов науки сельского хозяйства в России в последнее трехлетие. (1838—1840). — СПб.: тип. Третьего деп. М-ва гос. имуществ, 1842. — 164 с.
- Опыты нравственной статистики России. — СПб.: тип. Третьего деп. М-ва гос. имуществ, 1847. — 64 с.
- Несколько замечаний о климате Вологодской губернии. — СПб.: тип. Имп. Акад. наук, 1853. — 42 с.
- Несколько данных для познания климата Воронежской губернии. — СПб., 1855. — 23 с.
- Несколько замечаний о дождях в России. — СПб., 1856? — 20 с.
- О последних весною и первых осенью ночных морозах в России. — СПб., 1856. — 64 с.
- Несколько мыслей по поводу учреждения эмеритальной пенсионной кассы Морского ведомства. — СПб.: тип. Мор. м-ва, 1857. — 24 с.
- О климате России. — СПб.: Имп. Акад. наук, 1857. — 327 с.
- Петр Великий как учредитель Академии наук. — СПб., 1872. — 13 с.
- Несколько материалов для истории Академии наук в биографических очерках ее деятелей былого времени. — СПб.: Имп. Акад. наук, 1893
- Ровинский и Рембрандт. — СПб.: тип. Имп. Акад. наук, 1896. — 8 с.

## Семья
Женился 19 августа 1845 года на дочери французского подданного, Марии-Юстинии-Элии Дегай (Deshayes), умерла через две недели после родов в возрасте 26 лет. Их сын:
- Александр (24.08.1846—1891), экономист, работал в министерстве финансов[7].

Второй раз он женился 12 ноября 1848 года на купеческой дочери Александре Сильвестровне Шишкиной (1829 — 13.01.1905). Их дети:
- Софья (1849—1920)
- Борис (1851—1935), историк искусства.